# بوكر إيرفن
بوكر إيرفن (بالإنجليزية: Booker Ervin)‏ هو عازف جاز وملحن أمريكي، ولد في 31 أكتوبر 1930 في دنيسون في الولايات المتحدة، وتوفي في 31 يوليو 1970 في نيويورك في الولايات المتحدة بسبب اعتلال الكلية.

## وصلات خارجية
- بوكر إيرفن على موقع ميوزك برينز (الإنجليزية)
- بوكر إيرفن على موقع أول ميوزيك (الإنجليزية)
- بوكر إيرفن على موقع ديسكوغز (الإنجليزية)